# Open d'Angleterre de snooker
Pour les articles homonymes, voir Open d'Angleterre.
L'Open d'Angleterre de snooker est un tournoi annuel classé de snooker professionnel qui s'est déroulé dans différentes villes d'Angleterre.
Au cours des six premières éditions, le tournoi a vu s'imposer six vainqueurs différents : Liang Wenbo, Ronnie O'Sullivan, Stuart Bingham, Mark Selby, Judd Trump et Neil Robertson. Selby devient le premier double vainqueur en 2022, suivi de près par Trump en 2023 et Robertson en 2024.

## Histoire
Introduit au cours de la saison 2016-2017 en tant que tournoi classé, ce tournoi se présente comme la première épreuve d'un nouvel ensemble, appelé « Home Nations Series », de quatre tournois britanniques inscrits au programme de cette saison de snooker avec l'Open du Pays de Galles et les nouveaux tournois : l'Open d'Irlande du Nord et l'Open d'Écosse,. Le vainqueur reçoit le « Trophée Steve Davis », nommé en l'honneur de Steve Davis, sextuple champion du monde de snooker dans les années 1980.
Pour l'année de sa création, il est parrainé par le groupe Gala Coral, opérateur de paris, de bingo et de casino britannique. La première édition se déroule en octobre 2016 à Manchester, elle est remportée par Liang Wenbo (Chine).
L'édition suivante déménage à Barnsley dans le Yorkshire du Sud et voit Ronnie O'Sullivan (Angleterre) s'imposer. C'est alors le site de paris sportifs en ligne Dafabet qui assure le parrainage. 
Les éditions 2018 et 2019 prennent place à Crawley : deux Anglais en sortent vainqueurs Stuart Bingham et Mark Selby. La première est parrainée par BetVictor, compagnie de jeux d'argent en ligne basée à Gibraltar. La seconde l'est par 19.com. 
En raison de la pandémie de coronavirus, l'édition 2020 est exceptionnellement jouée à Milton Keynes. Matchroom.Live s'occupe du parrainage. Le vainqueur, Judd Trump (Angleterre), gagne sont troisième titre des « Home Series », après avoir remporté l'Open d'Irlande du Nord deux années consécutives : en 2018 et 2019.   
En 2021, la localisation reste inchangée et l'Australien Neil Robertson remporte le titre pour la première fois, après avoir échoué en finale de la dernière édition. Depuis cette édition, le parrainage revient à la compagnie BetVictor.   
Pour l'édition qui suit en 2022, le tournoi s'installe pour la première fois à Brentwood, dans le comté d'Essex. Mark Selby remporte le titre une deuxième fois, lui qui ne s'était plus imposé en tournoi classé depuis son 4e titre de champion du monde en 2021. La localité est de nouveau choisie pour accueillir la prochaine édition. 

## Palmarès
| Année | Ville         | Vainqueur          | Finaliste      | Score | Saison    |
| ----- | ------------- | ------------------ | -------------- | ----- | --------- |
| 2016  | Manchester    | Liang Wenbo        | Judd Trump     | 9-6   | 2016-2017 |
| 2017  | Barnsley      | Ronnie O'Sullivan  | Kyren Wilson   | 9-2   | 2017-2018 |
| 2018  | Crawley       | Stuart Bingham     | Mark Davis     | 9-7   | 2018-2019 |
| 2019  | Crawley       | Mark Selby         | David Gilbert  | 9-1   | 2019-2020 |
| 2020  | Milton Keynes | Judd Trump         | Neil Robertson | 9-8   | 2020-2021 |
| 2021  | Milton Keynes | Neil Robertson     | John Higgins   | 9-8   | 2021-2022 |
| 2022  | Brentwood     | Mark Selby (2)     | Luca Brecel    | 9-6   | 2022-2023 |
| 2023  | Brentwood     | Judd Trump (2)     | Zhang Anda     | 9-7   | 2023-2024 |
| 2024  | Brentwood     | Neil Robertson (2) | Wu Yize        | 9-7   | 2024-2025 |

## Bilan par pays
| Pays       | Joueurs | Total | Premier titre | Dernier titre |
| ---------- | ------- | ----- | ------------- | ------------- |
| Angleterre | 4       | 6     | 2017          | 2023          |
| Australie  | 1       | 2     | 2021          | 2024          |
| Chine      | 1       | 1     | 2016          | 2016          |